# Гаванський собор
Гава́нський катедра́льний собо́р (ісп. Catedral de La Habana) — католицький храм на Кубі, в столичному місті Гавана. Катедральний собор Гаванської архідіоцезії. Названий на честь Непорочного зачаття Діви Марії. Збудований у 1748—1777 роках, у стилі бароко, в часи іспанського панування. Постав на місці єзуїтської церкви 1727 року. Статус собору — з 1787 року. Об'єкт Світової спадщини ЮНЕСКО (1982). Повна назва — Гава́нський катедра́льний собо́р Непоро́чного зача́ття Ді́ви Марі́ї (ісп. Catedral de la Virgen María de la Concepción Inmaculada de La Habana).